# 刚毛岩黄耆
刚毛岩黄耆（学名：Hedysarum setosum）为豆科岩黄耆属下的一个种。

## 扩展阅读
- 維基物種上的相關：刚毛岩黄耆